# Csiffáry Tamás
Csiffáry Tamás (Dorog, 1958. február 8. – ?, 2010. január 19.) magyar kutató, szerkesztő, főiskolai docens. Özvegye Csiffáry Gabriella, főlevéltáros. Szerzői álnevei: Carus T., Kovács Gábor, Kiss Dezső.

## Élete
1979-ben Esztergomban tanítói, majd 1985-ben az Eötvös Loránd Tudományegyetem Bölcsészettudományi Karán történelem-magyar szakos diplomát szerzett. 1976-ban Dorogon, 1979 és 1981 között Csolnokon volt könyvtári alkalmazott. 1988-tól haláláig a Vitéz János Római Katolikus Tanítóképző Főiskola magyar nyelvi és irodalmi tanszékének tanára volt. 1991 és 2005 között főiskolai adjunktus, majd 2005-től az intézmény docense tisztséget töltötte be.
Munkássága során a magyar nyelv és magyar történelem, kommunikáció valamint anyanyelvi metodolódia területén több tanulmányt és cikket publikált. Negyvenegy önálló kötete jelent meg, valamint több számítógépes oktatóprogram tervezése, szerkesztése köthető a nevéhez. Írt többek között az Új Írás és az Új Magyarország című folyóiratokba is.

## Főbb művei
- Nyelvi gyorssegély. Magyar – német – angol – francia; Titán Computer, Bp., 2001
- Magyar irodalmi helynevek. Helynévszótár és kronológia; szerk. Csiffáry Tamás; Könyvmíves, Bp., 2001
- Magyar-olasz kéziszótár; Könyvmíves, Bp., 2002
- Vallások lexikona. A–Z-ig; Könyvmíves, Bp., 2002
- Magyarország virágkora, 896–1896; Fix-term, Bp., 2003
- EQ. Érzelmi intelligencia tesztek; Könyvmíves, Bp., 2003
- Bék Gerzson–Csiffáry Tamás: Idegen szavak és kifejezések kéziszótára; Könyvmíves, Bp., 2003
- AQ. Műveltségi intelligencia tesztek; Könyvmíves, Bp., 2003
- IQ. Intelligencia tesztek; Könyvmíves, Bp., 2003
- Minden, amit tudni kell az Unióról. Az Európai Unió és Magyarország. Információk, adatok az Európai Unióról és Magyarország csatlakozásának feltételeiről, következményeiről; Könyvmíves, Bp., 2003
- Bék Gerzson–Csiffáry Tamás: Magyar szinonima kéziszótár. A–Z-ig; Könyvmíves, Bp., 2004
- Erdély 1000 éve. Képes történelem; Fix, Bp., 2004
- A magyar nemzet története. A Szent Korona 1000 éve; Titán Computer, Bp., 2004
- Mindentudó lexikon. A–Z-ig. Festészet, irodalom, tudomány, történelem, építészet, közgazdaság, vallás, biológia, technika; szerk. Csiffáry Tamás; Fix, Bp., 2004
- Mátyás király; Fix, Bp., 2005
- A magyar királyság kincsei és történelmi emlékei. Árpádok kora, vegyes-házi királyok kora, a Habsburgok kora; Titán Computer, Bp., 2005
- Német-magyar diákszótár; Könyvmíves, Bp., 2005
- II. Rákóczi Ferenc élete; Fix, Bp., 2005
- Magyar irodalmi lexikon. A legrégibb irodalmi emlékektől kezdve; szerk. Csiffáry Tamás; Könyvmíves, Bp., 2006
- Történelmi lexikon. Személyek, események, tárgyak, helyek és fogalmak A-tól Z-ig; szerk. Csiffáry Tamás; Könyvmíves, Bp., 2006
- Világirodalmi lexikon. A legrégibb irodalmi emlékektől kezdve; szerk. Csiffáry Tamás; Könyvmíves, Bp., 2006
- Magyar-francia zsebszótár; Könyvmíves, Bp., 2006
- Vajdaság gyöngyszemei; Fix-term, Bp., 2007
- Szórakoztató fejtörő. Műveltségi kérdések gyűjteménye; Könyvmíves, Bp., 2007
- Széchenyi István. A legnagyobb magyar; Fix-term, Bp., 2007
- Isztria, az Adria gyöngyszeme; Fix-term, Bp., 2007
- Erdély gyöngyszemei; Fix-term, Bp., 2007
- Az I. világháború története; Fix-term, Bp., 2007
- Felvidék gyöngyszemei; Titán Computer, Bp., 2007
- Carus T.: Az I. világháború nagy csatái; Könyvmíves, Bp., 2007
- Európai uralkodók könyve. Királyok, hercegek, grófok; Könyvmíves, Bp., 2008
- Tudni illik, hogy mi illik. Illemtankönyv; Könyvmíves, Bp., 2008
- Kovács Gábor: Gyógynövények. Fűszernövények, gyógyfüvek, zöldségek, gyümölcsök; Könyvmíves, Bp., 2009
- Kiss Dezső: Általános intelligencia tesztek. AQ-IQ; Könyvmíves, Bp., 2009
- Évgyűrű(k). A mi kis történelmünk. Családszociográfia; szerzői, Szentendre, 2009
- Erdélyi fejedelmek, magyar királyok; Fix-Therm, Bp., 2010